# 7,62×53 мм R
7,62×53 мм R — унітарний гвинтівковий набій з гільзою з фланцем, розміром 7,62×53 мм, з загальною довжиною набою у 77 мм, діаметром кулі у 7,83 мм і енергією у 3960 Дж. Фактично, набій 7,62×53 мм R є фінським варіантом російського набою 7,62×54 мм R, який використовували у гвинтівці Мосіна.

## Характеристики
| Характеристики набоїв 7,62×53R та 7,62×54R | Характеристики набоїв 7,62×53R та 7,62×54R | Характеристики набоїв 7,62×53R та 7,62×54R | Характеристики набоїв 7,62×53R та 7,62×54R | Характеристики набоїв 7,62×53R та 7,62×54R | Характеристики набоїв 7,62×53R та 7,62×54R |
| Країна                                     | Набій                                      | Загальна довжина                           | Довжина гільзи                             | Діаметр гільзи                             | Діаметр кулі                               |
| ------------------------------------------ | ------------------------------------------ | ------------------------------------------ | ------------------------------------------ | ------------------------------------------ | ------------------------------------------ |
| Фінляндія                                  | 7,62×53R                                   | 77,00 мм                                   | 53,50 мм                                   | 14,40 мм                                   | 7,85 мм                                    |
| Росія                                      | 7,62×54R                                   | 77,16 мм                                   | 53,72 мм                                   | 14,48 мм                                   | 7,92 мм                                    |